# Energieintensität
Energieintensität ist eine betriebswirtschaftliche oder volkswirtschaftliche Kennzahl, die den Energiekosten die Umsatzerlöse eines Unternehmens bzw. dem Primärenergieverbrauch einer Volkswirtschaft das Bruttoinlandsprodukt gegenüberstellt. 

## Allgemeines
Intensitäten messen in der Betriebswirtschaftslehre den Anteil einer Kostenart an den Gesamtkosten oder den Umsatzerlösen. So machen bei der Kapitalintensität die Kapitalkosten, bei der Materialintensität die Materialkosten, bei der Personalintensität die Personalkosten und bei der Energieintensität die Energiekosten den größten Anteil an den Gesamtkosten oder Umsatzerlösen aus. In der Volkswirtschaftslehre werden diese Kostenarten dem Bruttoinlandsprodukt auf der Makroebene gegenübergestellt, in der Betriebswirtschaftslehre werden die Kostenarten auf die Unternehmensebene (Mikroebene) herunter gebrochen und den Gesamtkosten oder Umsatzerlösen gegenübergestellt.
Die Energieintensität misst die Energieeffizienz, die den Primärenergieverbrauch einer Volkswirtschaft in Bezug zum erwirtschafteten Bruttoinlandsprodukt oder einer Branche, einer Produktgruppe oder eines einzelnen Produktes in Bezug zur erreichten Bruttowertschöpfung setzt.

## Volkswirtschaftslehre
Gemessen wird die Energieintensität als Verhältnis des Primärenergieverbrauchs oder Endenergieverbrauchs zum Bruttoinlandsprodukt. Im Rahmen der Industrialisierung nimmt sie typischerweise zu, um später zu sinken. 
Die Energieintensität zeigt weltweit große Unterschiede. Die ärmsten Entwicklungsländer verbrauchen lediglich 10 % vom Mittelwert des bezogenen Energieverbrauchs und erwirtschaften damit nur 5 % bis 10 % des Bruttosozialprodukts der Industriestaaten. Unter den westlichen Industriestaaten sind zwei Kategorien zu unterscheiden. Einerseits gibt es Staaten, die über wenig oder gar keine Energieressourcen verfügen (etwa Deutschland), andererseits können Länder wie die USA, Kanada oder Norwegen ohne große Kosten Energie aus eigenen Quellen gewinnen. Für erstere besteht ein natürlicher Anreiz, Energiesparen durch rationelle Energieanwendung zu betreiben, um das gleiche oder ein höheres Bruttoinlandsprodukt wie die energiereichen Länder zu erwirtschaften. Energiearme Länder weisen häufig beim Import von Energie Monostrukturen auf, die zu Dependenzen führen können.  

## Energieintensität in Abhängigkeit unterschiedlicher Referenzgrößen
Bezieht sich die Energieintensität auf eine ganze Volkswirtschaft, so ist sie wie folgt definiert:
{\displaystyle {\mbox{Energieintensität}}={\frac {\mbox{Energieeinsatz}}{\mbox{Bruttoinlandsprodukt}}}}
Die Einheit der Energieintensität ergibt sich zu (verbrauchte Energiemenge) / (Währungseinheit). Üblicherweise wird die verbrauchte Primärenergiemenge in Terawattstunden angegeben. Je nach Fragestellung kann im Zähler anstelle der eingesetzten Menge an Primärenergie auch die damit verbundene Schadstoffemission berücksichtigt werden. In diesem Fall ergibt sich die Einheit der Energieintensität in 
{\displaystyle {\mbox{Engergieintensität}}={\frac {\mbox{emittierte Menge}}{\mbox{Währungseinheit}}}}.
Die Energieintensität muss nicht unbedingt auf eine ganze Volkswirtschaft Bezug nehmen, sondern kann sich vielmehr auch auf eine Branche beziehen oder für eine Produktgruppe oder ein einzelnes Produkt berechnet werden:
{\displaystyle {\mbox{Energieintensität}}={\frac {\mbox{Energieeinsatz}}{\mbox{Bruttowertschöpfung}}}}.
Eine sinkende Energieintensität, die vom Standpunkt der Nachhaltigkeit positiv zu bewerten ist, kann sowohl durch Einsatz moderner (die Energie effizienter nutzender) Fertigungsverfahren als auch durch den Strukturwandel einer Volkswirtschaft, beispielsweise weg von der Schwerindustrie, hin zur Dienstleistung erreicht werden.
Eine sinkende Energieintensität ergibt sich jedoch – rein rechnerisch – auch durch die Inflation. Bei einem Vergleich der Energieintensität verschiedener Jahre sollten die Geldbeträge daher inflationsbereinigt sein.

## Betriebswirtschaftslehre
Energieintensität ist auch eine betriebswirtschaftliche Kennzahl. Energieintensive Betriebe sind jene Unternehmen, bei denen der Anteil der Energiekosten an der Gesamtleistung oder den Umsatzerlösen mehr als 15 % ausmacht. Gemessen am Umsatzanteil im verarbeitenden Gewerbe gehören hierzu Chemische Industrie (54 %), Stahlindustrie (18,2 %), Nichteisenmetall-Industrie (15,7 %), Papierindustrie (8,5 %), Glasindustrie (5 %) und Baustoffindustrie (3,1 %). Hierzu zählen Betriebe der Aluminium-, Kupfer- und Zinkverarbeitung, Dämm- und Kunststoffhersteller, Grundchemikalien-, Papier- und Karton-, Glas-, Glasfaser-, Zement-, Kalk-, Gips- und Keramikindustrie. Gemessen an den Gesamtkosten erreichten im Jahre 2011 die Energiekosten im Papier- und Druckgewerbe 19 % der Gesamtkosten, gefolgt von Chemie/Pharma/Kunst- und Mineralstoffe (16 %), Nahrungs- und Genussmittel/Getränke (15 %), Baustoffe (13 %) und Eisen/Metall (12 %).
{\displaystyle {\mbox{Energieintensität}}={\frac {\mbox{Energiekosten}}{\mbox{Gesamtleistung oder Umsatzerlöse}}}}
Je höher die Energieintensität im Unternehmen durch Energiepreissteigerungen wird, umso größer werden die Gewinnrisiken. Energiesparmaßnahmen innerhalb eines effizienten Energiemanagements sind daher erforderlich, um die Umsatzrendite zu sichern.
Energiekosten sind in der Gewinn- und Verlustrechnung ein Oberbegriff insbesondere für Gas-, Kraftstoff- oder Stromkosten, die gemäß § 275 Abs. 2 Nr. 5a) HGB als Betriebsstoffe im Rahmen des Materialaufwands verbucht werden. 
Steigen die Energiekosten, so wachsen die Gesamtkosten in energieintensiven Wirtschaftszweigen überproportional, was ceteris paribus zu einer schlechteren Ertragslage oder gar zu Verlusten führen kann. Durch den Kostentreiber Energiekosten verschiebt sich auch die Kostenstruktur. Die Erfahrung aus Energiekrisen hat gezeigt, dass Unternehmen ihre monostrukturelle Abhängigkeit von lediglich einer Energieart durch Redundanzen beseitigen müssen.

## Wirtschaftliche Aspekte
Durch die steigenden Energiepreise (Gaspreis, Ölpreis, Strompreis) hat die Bedeutung der Energiekosten bei Unternehmen und Privathaushalten erheblich zugenommen. Energieeinsparung und Energieeffizienz sind zu wichtigen Zielen der Energieverbraucher geworden. Um den Anstieg der Energiekosten zu mildern oder sie gar zu senken, ist eine Rationalisierung beim Energieeinsatz durch Optimierung der energierelevanten Produktionsprozesse erforderlich. Private Haushalte müssen bei der Energieeinsparung auf den Einsatz energiesparender Geräte oder geringere Nutzungsdauer setzen. Beide Sektoren haben darüber hinaus noch die Möglichkeit der Eigenerzeugung von Energie.
Die energieintensiven Betriebe sind in den Mittelpunkt der öffentlichen Diskussion gerückt, weil sie von der EEG-Umlage teilweise befreit waren. Stromintensive Unternehmen des produzierenden Gewerbes sowie Schienenbahnen waren durch die besondere Ausgleichsregelung im EEG zum Schutz ihrer internationalen und intermodalen Wettbewerbsfähigkeit von der EEG-Umlage teilweise befreit (§ 63 mit zugehörigen Regelungen §§ 64 – 69 EEG 2014). Antragsberechtigt waren Unternehmen des produzierenden Gewerbes mit einem Stromverbrauch über 1 GWh/a (bis 31. Dezember 2011: 10 GWh/a) und einem Verhältnis der Stromkosten zur Bruttowertschöpfung des Unternehmens von mindestens 14 %. 